# Rhode Island
Država Rhode Islanda [rôu̯d ájlend-] (izvirno angleško ime do 3. novembra 2020 The State of Rhode Island and Providence Plantations; običajno le Rhode Island) je najmanjša zvezna država ZDA in nekdanja država z najdaljšim uradnim imenom.
Leži v Novi Angliji in je bila ena od 13 kolonij, ki so začele ameriško revolucijo.